# Emma Kammacher
Emma Kammacher (14 de mayo de 1904-15 de abril de 1981) fue una abogada, activista y política suiza de derechos humanos. Fue miembro del Partido Socialdemócrata de Suiza y se desempeñó como miembro del Gran Consejo de Ginebra. En 1965 se convirtió en la primera mujer en ocupar el cargo de presidenta de un consejo cantonal suizo.

## Biografía
Hija de Christian Kammacher, que provenía de una familia de agricultores de Berna, y de Catherine Émilie Desplands, originaria de Rougemont, en el extremo oriental del cantón adyacente (y francófono) de Vaud Emma nació en Meyrin, a las afueras de Ginebra, en el lado sur de la ciudad. Se educó en el Collège Calvin de Ginebra y luego pasó a estudiar derecho en Berna. Obtuvo su licencia para ejercer la abogacía en 1929. Luego regresó a Ginebra, donde aprobó su examen de abogada en 1932. Con ello podía trabajar en nombre de sus clientes. El enfoque de su trabajo durante estos primeros años fue defender a quienes habían sido víctimas del colapso económico y se encontraban sin derechos básicos, resolviendo usar sus calificaciones legales y experiencia para trabajar por cambios en la ley y las actitudes públicas.

### Derechos de las mujeres
En 1932, se convirtió en secretaria de facto de la Association genevoise pour le suffrage féminin, trabajando junto a Emilie Gourd para hacer campaña por el derecho al voto de las mujeres a nivel cantonal. A nivel nacional era miembro - y según una fuente secretaria- de la contraparte nacional de la asociación cantonal, conocida en ese momento como Association suisse pour le suffrage féminin (ASSF), que perseguía los mismos objetivos a nivel nacional. Gourd murió en diciembre de 1946 y Kammacher asumió la presidencia de la asociación de Ginebra en 1947, ocupando el cargo hasta 1955. Nelly Schreiber-Favre (1872-1972), que a principios del siglo XX se había convertido en la primera en ser admitida en la abogacía, le brindó un apoyo y estímulo particularmente fuertes en la lucha por los derechos de las mujeres en la profesión jurídica y, en términos más generales del Colegio de abogados de Ginebra. Kammacher fue además miembro del comité detrás de la publicación mensual "Le mouvement féministe" (rebautizada en 1960 como "Femmes suisses").

### Jubilación y muerte
Diez años después del referéndum que marcó el comienzo del sufragio universal de adultos a nivel nacional, Kammacher murió en Le Grand-Saconnex a la edad de 76 años Continuó ejerciendo la abogacía hasta unos meses antes de su muerte.

## Reconocimientos
- La calle Emma-Kammacher en su ciudad natal de Meyrin fue nombrada en su honor.[8]
- Una fundación de vivienda social, nombrada en su honor, administraba 1.785 apartamentos en marzo de 2020[9]